# گیوبوکیو نو تسوبونه
گیوبوکیو نو تسوبونه (به ژاپنی: 刑部卿局 ぎょうぶきょうのつぼね) (۱۶۶۱ – ۱۵۷۰ میلادی) یکی از زنان ژاپنی در دوره آزوچی-مومویاما و دوره ادو بود. او دختر آزای ناگاماسا و ناخواهری گو (خواهرزادهٔ اودا نوبوناگا)همچنین دایهٔ سن هیمه دختر دومین شوگون از شوگون‌سالاری توکوگاوا (توکوگاوا هیده‌تادا) بود.  